# Condado de Campbell (Dakota del Sur)
El condado de Campbell (en inglés: Campbell County, South Dakota), fundado en 1883,  es uno de los 66 condados del estado estadounidense de Dakota del Sur. En el año 2000 tenía una población de 1782 habitantes con una densidad poblacional de 1 personas por km². La sede del condado es Mound City.

## Geografía
Según la Oficina del Censo, el condado tiene un área total de 1998 km² (771,4 mi²), de la cual 1906 km² (735,9 mi²) es tierra y 92 km² (35,5 mi²) es agua.

### Condados adyacentes
- Condado de Emmons - norte
- Condado de McIntosh - noreste
- Condado de McPherson - este
- Condado de Walworth - sur
- Condado de Corson - oeste

## Demografía
En el 2000 la renta per cápita promedia del condado era de $28 793, y el ingreso promedio para una familia era de $35 938. El ingreso per cápita para el condado era de $14 117. En 2000 los hombres tenían un ingreso per cápita de $22 128 versus $17 237 para las mujeres. Alrededor del 14.10% de la población estaba bajo el umbral de pobreza nacional.
| 1900 | 1910 | 1920 | 1930 | 1940 | 1950 | 1960 | 1970 | 1980 | 1990 | 2000 | Est. 2008 |
| ---- | ---- | ---- | ---- | ---- | ---- | ---- | ---- | ---- | ---- | ---- | --------- |
| 4527 | 5244 | 5305 | 5629 | 5033 | 4046 | 3531 | 2866 | 2243 | 1965 | 1782 | 1352      |

## Ciudades y pueblos
- Artas
- Herreid
- Mound City
- Pollock
- North Campbell
- South Campbell

## Mayores autopistas
- Carretera de U.S.83
- Carretera de Dakota del Sur 10
- Carretera de Dakota del Sur 271
- Carretera de Dakota del Sur 1804